# Valdemanco
Valdemanco est une commune de la communauté de Madrid, en Espagne.